# Convertidor Ćuk

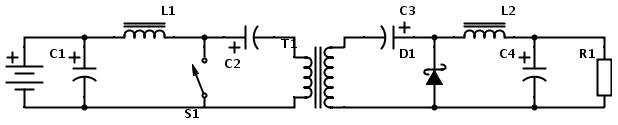
Convertidor Ćuk aïllat.

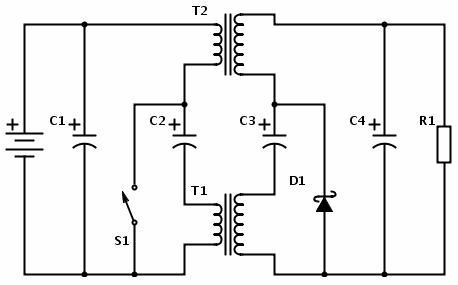
Convertidor Ćuk aïllat;Coupled Inductor"

El convertidor Ćuk és un tipus de convertidor DC-DC en el qual la magnitud de voltatge en la seva sortida pot ser inferior o superior al seu voltatge d'entrada.
El convertidor Ćuk no aïllat solament pot tenir polaritat oposada entre la seva entrada i la seva sortida. Aquest utilitza un condensador com el seu principal component d'emmagatzematge d'energia. Aquest convertidor deu el seu nom a Slobodan Ćuk, del Califòrnia Institute of Technology, qui en va presentar per primera vegada el disseny.

## Convertidor Ćuk no aïllat

Fig 1: Esquema d'un convertidor Ćuk no aïllat.

### Principis de funcionament

Fig 2: Els dos estats d'un convertidor Ćuk no aïllat.

Un convertidor Ćuk no aïllat es compon de dos inductors, dos condensadors, un interruptor (normalment un transistor), i un díode. El seu esquema pot ser vist en la figura 1. És un convertidor inversor, de manera que el voltatge de sortida és negatiu pel que fa al voltatge d'entrada.
El condensador C és usat per transferir energia i és connectat alternativament a l'entrada i a la sortida del convertidor a través de la commutació del transistor i el díode (veure figures 2 i 3).
Les dues bobines L  1  i L  2  són usades per convertir respectivament la font d'entrada de voltatge (V  i ) i la font de voltatge de sortida (C  o ) en fonts de corrent. En efecte, en un curt espai de temps una bobina pot ser considerada com una font de corrent ja que manté un corrent constant. Aquesta conversió és necessària ja que si el condensador estigués connectat directament a la font de voltatge, el corrent estaria sol limitada per la resistència (paràsita), donant com a resultat una alta pèrdua d'energia.
Com passa també en altres convertidors (convertidor Buck, convertidor Boost, convertidor Buck-Boost) el convertidor Ćuk pot treballar tant en mode continu com en mode discontinu de corrent. A més, a diferència d'altres convertidors, aquest també pot operar en mode de voltatge discontinu (ii el voltatge en el condensador cau a zero durant el cicle de commutació).

## Vegeu també

Fig 3: Els dos estats d'operació d'un convertidor aïllat Ćuk. En aquesta figura, el díode i l'interruptor són reemplaçats per un curtcircuit quan està encès o per un circuit obert quan està apagat. Es pot evidenciar que quan està en estat apagat, el condensador C està sent carregat per la font d'entrada en l'inductor L _{ 1 }. Quan està en estat encès, el condensador C transfereix l'energia al condensador de sortida a través de l'inductor L _{ 2 }.